# 2013 في البرتغال
فيما يلي قوائم الأحداث التي وقعت خلال عام 2013 في البرتغال.

## سياسة

### انتهاء فترة المنصب
- 24 يوليو – باولو بورتاس وزير الخارجية  [لغات أخرى]‏.

## رياضة
- 1 يناير – رالي البرتغال 2013

## أفلام
من الأفلام التي صدرت هذه السنة في البرتغال:
- 7 مارس – قطار المساء إلى لشبونة من إخراج بيل أوقست.